# The Mission
The Mission (também creditada como The Mission UK nos Estados Unidos) é uma banda britânica de rock gótico, formada em 1986 por Wayne Hussey e Craig Adams. Inicialmente conhecida como The Sisterhood, a banda foi iniciada pelo vocalista Wayne Hussey e pelo baixista Craig Adams (ambos dos Sisters of Mercy), logo adicionando o baterista Mick Brown (Red Lorry Yellow Lorry) e o guitarrista Simon Hinkler (Artery and Pulp). Além de Hussey, a formação mudou várias vezes durante os anos e a banda esteve em hiato duas vezes.
A discografia da banda consiste em dez álbuns de estúdio: God's Own Medicine (1986), Children (1988), Carved in Sand (1990), Masque (1992), Neverland (1995), Blue (1996), Aura (2001), God is a Bullet (2007), The Brightest Light (2013) e Another Fall from Grace (2016), com vários álbuns complementares, compilações, e outros lançamentos diversos.

## História

### Início,God's Own Medicine(1986)
Inicialmente conhecidos como The Sisterhood, a banda teve um início tumultuoso, em primeiro lugar, as brigas de ego que dividiram o Sisters of Mercy, começando com a saída de Gary Marx, o guitarrista e co-fundador do Sisters, depois seguiram-se os desentendimentos entre Wayne Hussey e Andrew Eldritch culminando finalmente com a saída de Hussey do Sisters of Mercy.
A princípio Craig Adams e Wayne Hussey tentaram, sem sucesso algum, conseguir contrato com alguma gravadora. Finalmente, depois de muito procurar, decidem apelar para a magia do antigo nome e se auto denominam “The Sisterhood” (além da evidente alusão aos Sisters of Mercy, era também o nome de um fã clube da banda). Assim a “irmandade” começa a fazer shows ao vivo. Fazem sua primeira apresentação em um clube de Londres chamado Alice In Wonderland, tocando as músicas “Wasteland”, “Serpent’s Kiss” e “Severina”, canções compostas quando a dupla ainda fazia parte do Sisters.

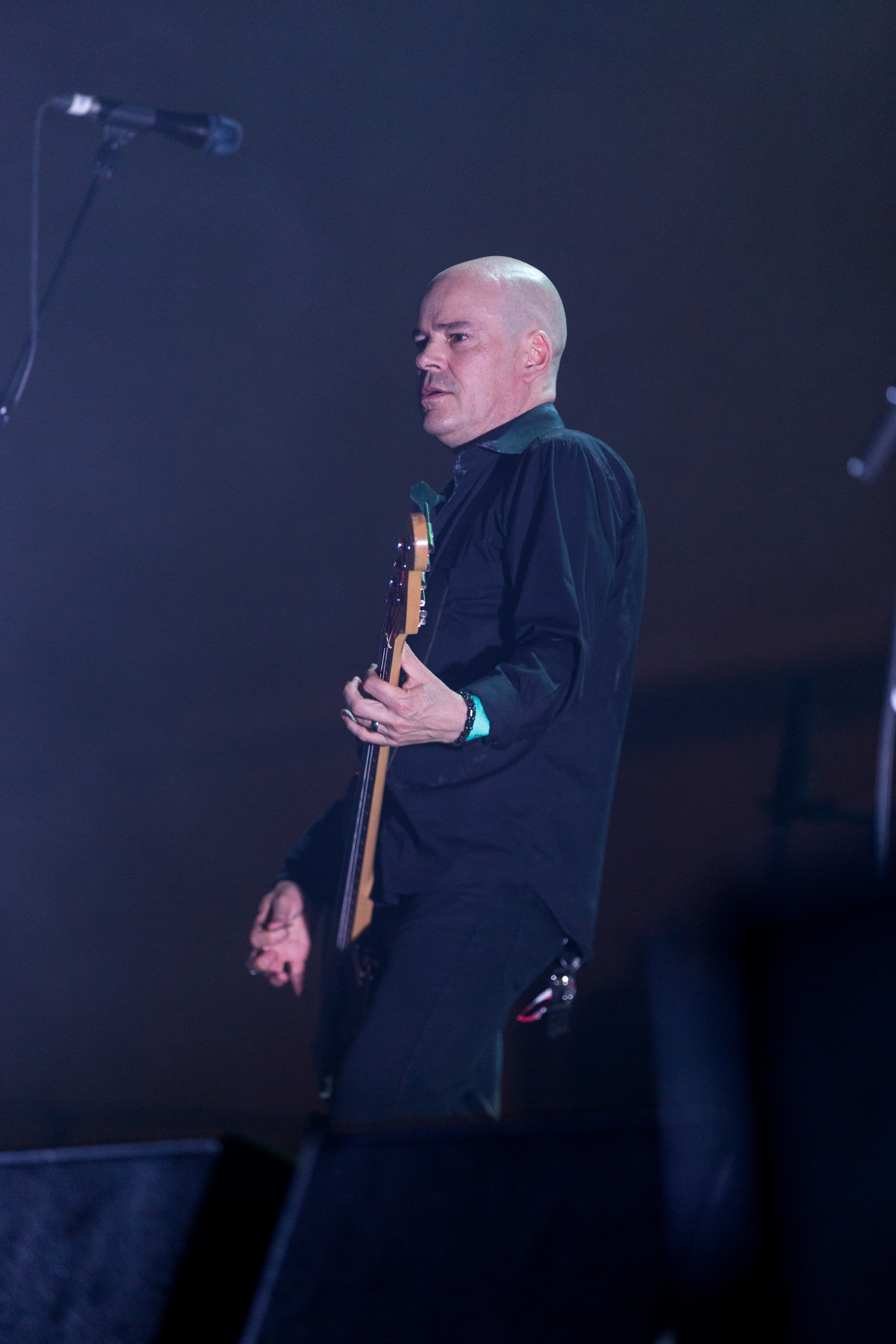
Craig Adams em 2017

Dessa forma, Hussey e Adams tiveram de abdicar do nome “Sisterhood” e passaram a se chamar simplesmente “Mission”. Hoje em dia, devido a um acordo feito entre Eldritch e os membros do Mission, os músicos não tocam mais nesse assunto.
Assim, no final de 1985, na cidade de Leeds, Inglaterra, a dupla Wayne Hussey e Craig Adams criou o The Mission, também chamado de The Mission UK (o acréscimo no nome se deveu ao fato de existir uma banda americana de R&B também chamada Mission). Hussey, que no Sisters era o guitarrista, acabou assumindo os vocais na nova banda, pois Craig não queria de forma alguma ser vocalista e preferiu continuar no baixo. Para completar o grupo convidaram Simon Hinkler (guitarra) e Mick Brown (bateria). Fazem sua primeira apresentação como The Mission no Electric Ballroom, em Londres. No início de 1986 embarcam em sua primeira turnê através da Europa acompanhando o Cult. Durante essa turnê ocorreu um episódio curioso. Em uma das apresentações Ian Astbury e Billy Duffy do Cult subiram ao palco para tocar com o Mission em uma espécie de jam session, e algumas pessoas garantem que Andrew Eldritch estava lá na platéia assistindo tudo. E segundo declarações de Hussey, ele de fato teria assistido ao show, chegando inclusive a procurar os ex-colegas depois da apresentação, e elogiado sem ressentimentos, o show. Ainda em 1986 lançaram dois singles Serpent’s Kiss e Garden Of Delight/Like A Hurricane. Ambos atingiram as primeiras posições na parada independente britânica, sendo que Serpent’s Kiss foi simplesmente o single independente mais vendido do ano.
Apesar de Hussey e Adam ainda estarem presos à Warner (a gravadora que contratara os Sisters e que não tinha interesse pelo Mission), eles puderam mesmo assim lançar os dois singles por um pequeno selo alternativo e foram liberados sem problemas pela Warner.
Em julho do mesmo ano assinaram contrato com a gravadora inglesa Phonogram Records. O primeiro single lançado pelo novo selo, Stay With Me, atingiu a 30ª posição na parada britânica.
Em setembro lançam God's Own Medicine, seu primeiro álbum que traz os clássicos “Stay With Me”, “Wasteland” e “Severina”. O disco produzido por Tim Palmer. O nome literalmente significa “Remédio Concedido por Deus” e é um termo usado por alguns médicos para se referir à morfina, quando ela começou a ser usada.
Em algumas faixas (inclusive “Severina”) os backing vocals contam com a participação de Julianne Regan, vocalista da banda All About Eve. Para retribuir o gesto Wayne produziria o single "Our Summer" do All About Eve, que também contou com Mick na bateria. Wayne ainda arrumou tempo para gravar um single com Guthrie Handley chamado "Where Was?". O All About Eve abriria vários shows para o Mission durante a década de 1980.
A crítica musical saudou o primeiro álbum do Mission com declarações amargas, classificando-o de “enfadonho e tedioso”. Entretanto, apesar dos ataques da crítica, God’s Own Medicine atingiu logo após seu lançamento a 14ª posição na parada britânica e foi disco de ouro na Inglaterra.
Durante os meses de outubro e novembro embarcaram em uma turnê britânica promovendo o novo o disco e os singles “Wasteland” e “Severina”.

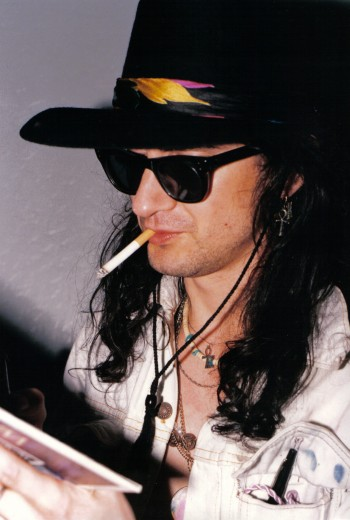
Wayne Hussey em 1987

Em 1987 o The Mission realizou uma turnê pela Grã-Bretanha, Europa e América. A popularidade da banda, principalmente junto ao público britânico torna-se cada vez maior, principalmente devido às boas colocações alcançadas pelos singles Wasteland (número 11 na parada britânica) e Severina (que chegou à 25ª posição). O sucesso atingido pelo grupo fez com que fossem convidados a tocar no badalado festival de Reading como atração principal. Nesse mesmo ano abrem alguns shows do grupo irlandês U2 na fase europeia da turnê The Joshua Tree.

### Children(1988)
Após a turnê iniciam as gravações de seu segundo álbum provisoriamente chamado “Children On Heat In America”, uma coletânea de seus recentes singles e lados B que acabou sendo lançada com o nome de The First Chapter. Lançam também um vídeo de um show gravado durante a turnê intitulado Crusade, com interpretações de “Wasteland”, “And The Dance Goes On”, “Garden Of Delight” e “Serpents Kiss” entre outras. O lançamento de material em vídeo ao vivo da primeira grande turnê do Mission é algo muito oportuno, considerando que, um dos elementos que contribuíram para tornar a banda famosa e querida pelos fãs era sem dúvida a atuação vibrante do grupo nos palcos.
A turnê de 1987 foi tão desgastante e foram tantas as apresentações que Craig Adams acabou sofrendo um colapso nervoso em Los Angeles e acaba voltando mais cedo para casa, entretanto a turnê prossegue mesmo assim.
Em 1988 lançam Children, o famoso álbum que contou com a produção de ninguém menos que John Paul Jones (Led Zeppelin). O disco a exemplo de God’s Own Medicine, também foi ouro na Inglaterra. Após o lançamento do álbum realizam uma nova turnê mundial. Lançam o single “Tower Of Strength” que torna-se um sucesso mundial, atingindo pela primeira vez a parada americana. Nesta turnê mundial, desta vez o Mission se apresenta em lugares maiores, as chamadas “arenas”. Nos Estados Unidos acompanham a banda The Cure. Na parte inglesa da turnê fizeram sete shows, todos com lotação esgotada, no Astoria de Londres. Durante algumas dessas apresentações John Paul Jones subiu ao palco e tocou com a banda. Lançam a seguir o single “Beyond The Pale”. “Kingdom Come” seria o próximo single a ser lançado ainda em 1988, entretanto o lançamento é cancelado pois a banda teria que produzir um vídeo para isso. No fim do ano o The Mission é eleito por várias revistas de música como a banda do ano.

### Carved In Sand(1990)
No ano de 1989 tocam em vários festivais da Europa e são, pela segunda vez, convidados para participar do festival de Reading como atração principal. Também se apresentam no festval de Hillsborough, evento de caráter beneficente. Na metade do ano começam a trabalhar em seu quarto álbum Carved In Sand, gravado em Surrey, e que contou com a produção de Tim Palmer (que já havia produzido God’s Own Medicine). Foram gravadas ao todo vinte faixas e dessas apenas 10 foram escolhidas para fazer parte do álbum. Próximo do término das gravações, alguns fãs da banda, selecionados através do fã clube oficial, puderam visitar o estúdio e ouvir em primeira mão o material gravado.
Após as gravações o The Mission faria uma pequena apresentação para o fã clube do grupo na Escócia, seguido de um concerto especial no Wembley Arena.
O lançamento do disco estava previsto para o final do ano, entretanto a gravadora Phonogram decidiu segurar o lançamento de Carved In Sand para não atrapalhar o lançamento e as vendas de uma outra banda da casa, o duo Tears For Fears, grupo de Roland Orzabal e Curt Smith que na época estavam para lançar The Seeds of Love. Assim, enquanto o Mission aguardava a liberação do disco retido pela gravadora, sai o primeiro single do álbum: Butterfly On A Wheel.
Apenas no início de 1990 saí o álbum Carved In Sand. O lançamento é acompanhado de uma nova turnê mundial iniciada na Grã-Bretanha seguindo depois pelo resto da Europa. Durante a turnê são lançados mais dois singles: Deliverance e Into The Blue. Em abril, no início da turnê Americana o guitarrista Simon Hinkler sai da banda, o que quase provoca o fim do Mission. Os motivos seriam a intensa pressão emocional e a dependência e abuso de drogas. Problemas que, com certeza, estavam afetando também a banda, que nessa ocasião quase chegou a se separar. Entretanto, após a saída de Hinkler decidem simplesmente continuar a turnê, mesmo sem ele.
As canções que sobraram das gravações de Carved In Sand são lançadas em um novo álbum chamado Grains Of Sand. Além das canções que ficaram de Carved In Sand fazem parte desse trabalho algumas músicas de álbuns anteriores em versões diferentes. A canção “Hands Across The Ocean” produzida por Andy Partridge (guitarrista do XTC) torna-se um novo hit nas paradas. Realizaram uma turnê na Nova Zelândia.

### Masque(1992)
Logo no começo do ano Wayne se casa com Kelly, que ele havia conhecido durante a turnê americana de 1990. Depois de muita insatisfação com a antiga gravadora mudam de casa e assinam com a Vertigo Records. Iniciam os trabalhos para o novo disco Masque. Os ensaios são feitos na nova casa de Wayne, em uma espécie de celeiro reformado, em Herefordshire.
Apresentam-se como banda principal no Finsbury Park em junho, onde apresentam ao público algumas das novas canções que fariam parte do novo disco. Simon retorna a banda apenas para participar da gravação de algumas canções do novo trabalho.
Em 1992 Masque é lançado. O álbum é sem dúvida uma significativa mudança de estilo da banda. Na verdade originalmente planejado para ser um álbum solo de Hussey, acabou saindo como um disco do Mission, o que cansou estranheza e desapontamento nos fãs. A crítica, curiosamente, elogiou o material. Como resultado, a banda decidiu não excursionar com as canções do novo álbum. Devido à má repercussão do disco acabaram retornando a antiga gravadora a Phonogram Records.
Em setembro, é a vez de Craig Adams deixar o Mission, despedido por Wayne devido a divergências que surgiram com o lançamento de Masque, cujo fracasso provocou, sem dúvida, atritos na banda. Depois de sair do Mission Craig Adams passou a fazer parte do Cult.
O grupo agora se resumia a Wayne e Mick. Os dois então resolveram por um anúncio no jornal à procura de um novo baixista e dois novos guitarristas. Enquanto esperam iniciam a gravação de fitas demo com ideias de canções para um novo disco provisoriamente batizado de With A Bullet.
Para preencher as vagas de músicos no Mission entram Rik Carter (teclados e guitarra), Mark Gemini Thwaite (guitarras) e Andy Cousin (baixo). Com essa formação a banda volta a se apresentar. No dia 21 de agosto tocam no concerto beneficente “Off The Streets Benefit“, em Leeds e no Country Club – onde os grupos Cud e The Utah Saints também tocaram. Andrew Eldritch subiu ao palco e tocou duas canções com The Utah Saints, foram elas “Gimme Shelter” (cover de The Rolling Stones) e “New Gold Dream” (Simple Minds). A participação de Andrew Eldritch no show onde também tocaria o Mission trouxe aos fãs do Sisters falsas esperanças sobre uma possível reunião do antigo grupo. Uma reunião ainda que apenas para aquela apresentação foi tentada pelos organizadores no backstage. Entretanto, nada se conseguiu.
Com a presença dos novos integrantes, o Mission começou os trabalhos para a gravação de seu próximo álbum agora chamado “
Dog Lover.
Foi gravada uma nova versão de “Tower Of Strength”, remixada por Youth (Martin Glover Youth), baixista do Killing Joke, e lançada como um single. No lado B do single aparece uma nova versão de “Wasteland” remixada e com novos vocais.
Em 1993 é lançada a biografia The Mission: Names are for Tombstone Baby (atualmente esgotada) de autoria de Martin Roach, que já biografou artistas tão dispares quanto Eric Clapton, Madonna, Eminem, Sid Vicious, Nine Inch Nails, Nirvana, R.E.M., Kid Rock entre outros.
Ainda esse ano sai o disco No Snow, No Show For the Eskimo (BBC Radio 1 Live in Concert), fruto de gravações da banda ao vivo durante o famoso programa de rádio.
Em 1994 lançam Sum and Substance, uma coletânea que traz todos os singles da banda e mais duas faixas inéditas “Afterglow” e “Sourpuss”. As canções “Valentine” e “Cold As Ice” são relançadas como lados B do EP “Afterglow”. Enquanto realizavam a turnê britânica “Recce ‘94”, começam a haver novos desentendimentos com a gravadora Phonogram. Entretanto, nesse ponto não se sabe ao certo se foi o Mission dessa vez que deixou a gravadora ou se a Phonogram é que demitiu o Mission. Os motivos para a possível demissão estariam no fraco desempenho do single "Afterglow" nas paradas e nas parcas vendagens de Sum and Substance, apesar de ter recebido boas críticas; aqui, mais uma vez, crítica e público estavam em lados opostos.

### Neverland(1995)
O certo é que novamente o Mission deixa a Phonogram, só que dessa vez resolvem criar seu próprio selo independente que passa a se chamar Neverland.
O novo álbum lançado pelo selo do grupo também se chamou Neverland e seria lançado no final do ano. O disco incluía algumas faixas gravadas no ano anterior e incluía uma nova versão remixada de “Afterglow”.
Em outubro saiu o EP “Raising Cain” que atingiu a 11ª colocação na parada independente. Esse disco também é chamado Mission 1 EP e traz as faixas “Raising Cain”, “Sway” e “Neverland”. Anunciam uma turnê para divulgação do novo trabalho, entretanto acabam desmarcando devido a atrasos na finalização de Neverland. Assim uma nova data para a turnê é marcada para abril de 1995.
Em janeiro de 1995 “Swoon” é lançado como um single atingindo o 8º lugar na parada independente. Em fevereiro, Neverland, que demorou quase um ano para ficar pronto, é finalmente lançado.
Segue-se o lançamento do single “Lose Myself In You”, em março. Curiosamente este disco saiu em todos os países da Europa menos na Inglaterra.
Em abril realizam uma bem sucedida turnê europeia. Alguns shows da turnê “Neverland” foram gravados e as faixas selecionadas apareceram no EP Live , lançado em maio, e também chamado Neverland. As canções que fizeram parte do disco foram: “Heaven Knows”, “Sway”, “Swoon” e “Raising Cain” e foram gravadas em um show que a banda fez em Dusseldorf, na Alemanha, durante a respectiva turnê. Esse EP também não foi lançado na Inglaterra. Wyane e Mark também tocaram em uma pequena apresentação acústica em um clube na África do Sul.

### Blue(1996)
Depois do lançamento destes discos e da turnê fecham contrato com a Sony/Dragnet da Alemanha. Em 1996 iniciam a gravação do álbum Blue. Ao contrário da demora do disco antecessor, este trabalho foi finalizado em apenas oito semanas, sendo lançado no dia 3 de junho. Foi divulgado que este disco seria o último do Mission, pois a banda iria se separar. Coming Home é lançado como um single. Em um vídeo para a promoção do single, Craig Adams foi convidado a fazer uma pequena participação e aceitou. Faria uma aparição surpresa, descendo de um trem em uma estação perto de Brigghton.
Entretanto, devido a um atraso nas filmagens, isso acabou não sendo possível.
Assim, logo após o lançamento do álbum Blue, o Mission começou o que seria uma turnê de despedida pela Inglaterra e Alemanha. Em 11 de agosto tocaram com o The Cure no Los Angeles Forum. O último show da turnê de despedida aconteceu no dia 26 de outubro em um festival na África do Sul. Na ocasião, Wayne anunciou que se mudaria para os Estados Unidos com sua esposa e que passaria a trabalhar apenas como produtor.
Andy Cousins e Rick Carter passaram a fazer parte do All About Eve, Mick começou a trabalhar com o Oasis, Mark Gemini-Thwaite participou da banda All About Eve por um tempo. Depois começou um projeto com Tricky (ex-Wild Bunch e membro do Massive Attack) e atualmente faz parte da banda New Disease.
Assim, durante cerca de três anos, o Mission acabou e seus ex-integrantes foram cada um cuidar das suas vidas.
O ano de 1999 é marcado pelo retorno de várias bandas clássicas do “rock gótico” como Bauhaus, Fields of the Nephilim e Garden of Delight. Inspirados por tantos retornos, Wayne Hussey e Craig resolvem reformar e reativar a antiga banda. Convidam Scott Garrett para a bateria e fazem uma turnê mundial para marcar sua volta. O retorno de Mark Twhaite completa a banda. A turnê batizada adequadamente de “Ressurrection” contou com a participação das bandas Gene Loves Jezebel, Mike Peters e All About Eve. Em novembro de 1999 é lançado o disco Resurrection, uma coletânea de hits da banda.
No ano seguinte realizam a turnê mundial “Recon 2000”, onde excursionaram com a banda Underdogg abrindo os shows do Mission na Inglaterra e Reino Unido. Destacaram-se as apresentações memoráveis nos festivais Eurorock e M'era Luna Festival.
As apresentações em junho da banda no Brasil. Foram quatro apresentações marcadas para os dias 16 em São Paulo (Via Funchal), 18 no Rio (ATL Hall) , 21 em Brasília (Space World) e 22 em Curitiba (Fórum).
Em São Paulo, onde a banda tocou para cerca de 3000 pessoas aconteceu um episódio pitoresco. O baterista Scott Garrett, devido a problemas com seu passaporte e conexões de voo não pode chegar a tempo para a apresentação e foi substituído por Bacalhau, baterista da banda brasiliense Rumbora. Scott Garret tocou nos outros shows da banda sem maiores problemas. No final das apresentações os membros da banda vinham para o bis vestidos com camisas da seleção brasileira de futebol. Na última apresentação na Brasil, em Curitiba, como uma forma de agradecer a ajuda de Bacalhau, e mediante pedido de Wayne Hussey, incluiu-se de última hora na realização do show a participação do Rumbora abrindo para o Mission.
Em agosto lançam o disco ao vivo Everafter com gravações da turnê “Ressurrection” e uma faixa de estúdio, a cover “Crazy Horses” do quinteto The Osmonds, gravada em 1992.
Enquanto isso a banda prosseguiu em uma concorrida turnê europeia durante os meses de novembro e dezembro.
Terminam o bem sucedido ano assinando contrato com a gravadora inglesa Playground Recordings.

### Aura(2001)
Após a exaustiva e bem sucedida turnê começam a trabalhar as faixas para um novo álbum que seria lançado em meados de 2001.
O novo disco Aura é lançado em novembro de 2001, foi gravado nos Estados Unidos e Inglaterra, e contou com a produção de Wayne Hussey e sendo mixado pelos produtores Dave Allen (The Cure, Sisters of Mercy) e Steve Power (Robbie Williams). O disco marcou o retorno ao velho estilo do Mission, trazendo após uma longa pausa mais um hit para a banda, a canção “Evangeline”. O disco lembra muito Children, e apesar de algumas faixas como “(Slave To) Dust” começarem com alguns sons eletrônicos, é mesmo a guitarra o grande destaque nas canções do disco. Em novembro foi lançado o single “Evangeline”.
Ainda em 2001 realizam uma turnê na Suíça, Áustria e Alemanha acompanhando a banda finlandesa HIM. Após essa turnê Mark Thwaite deixa o grupo.
Em 2002 realizam a turnê mundial do novo álbum também chamada “Aura”, que se estenderia de janeiro a setembro e contemplava países da Europa, América do Norte e América do Sul (Brasil, Argentina, Chile e Peru).
Durante a turnê de promoção do novo trabalho mais uma vez tocaram no Brasil. A turnê brasileira aconteceu em abril e incluiu em sua agenda shows em Recife (dia 19, Abril Pro Rock), Rio de Janeiro (dia 20, Monte Líbano) e em São Paulo (duas apresentações: uma no dia 21 no Olympia e um show acústico na Broadway no dia 23, apenas para convidados).
Entretanto, aconteceria durante a turnê sul-americana um terrível contratempo. O baixista Craig Adams resolveu simplesmente “abandonar” o Mission bem no meio da turnê.
Alegando problemas pessoas ele teria dado a notícia de que voltaria para a Inglaterra logo após o último show realizado em São Paulo, no dia 23 de abril. Assim para que a turnê pela América do Sul pudesse continuar os organizadores tiveram que arranjar bandas de apoio para acompanhar o Mission. Wayne Hussey teve inclusive a gentileza de avisar aos fãs o que estava acontecendo, até mesmo oferecendo a oportunidade daqueles que já haviam comprado o ingresso antecipadamente terem seu dinheiro de volta, caso não quisessem ver o show daquela maneira; pediu desculpas e adiou a turnê Norte-Americana para o final do Ano.
A partir de julho, Wayne Hussey apresentou-se sozinho abrindo para The Cure no Arvika Festival. Depois dessa apresentação fez vários shows pela Europa.
Somente a partir de setembro, o Mission pôde finalmente realizar a turnê nos Estados Unidos.
Desde outubro de 2002 Wayne mora no Brasil, em São Paulo, onde montou um estúdio, e continuou a compor.
Em 2002 foi lançado o disco Aura Delight uma coletânea de faixas raras e lados B.
No ano de 2003, como artista solo, munido apenas de uma guitarra acústica e um piano, fez uma turnê durante os meses de maio e junho, tocando inclusive no famoso festival Leipzig Wave Gotik Treffen. Também desenvolveu um projeto com o grupo Votiva Lux, fazendo algumas apresentações. Neste ano Wayne também excursionou como The Mission realizando a turnê europeia Pilgrimage Tour.
O Mission praticamente se desintegrou com a saída de Craig Adams durante a turnê de 2002, e durante anos foi formada apenas Wayne Hussey e músicos convidados.
No início dos anos 2010, além de Hussey, o Mission teve os retornos de Craig Adams e Simon Hinkler. Sendo assim, a banda voltou a ter 3 dos seus 4 membros originais em sua formação desde então.

## Discografia

### Álbuns de estúdio
- God's Own Medicine (1986)
- Children (1988)
- Carved In Sand (1990)
- Grains of Sand (1990)
- Masque (1992)
- Neverland (1995)
- Blue (1996)
- Aura (2001)
- God Is A Bullet (2007)
- The Brightest Light (2013)
- Another Fall From Grace (2016)

### Álbuns ao vivo
- No Snow, No Show (1993)
- Ever After: Live (2000)

### Coletâneas
- Sum And Substance (1994)
- Resurrection (1999
- Anthology (The Phonogram Years) (2006)

### Videografia
- From Dusk To Dawn (1988)
- South America (1989)
- The Metal Gurus - Absolutely Live (1990)
- Crusade (1992)
- Sum and Substance (1994)
- Waves Upon the Sand/Crusade (2003)
- Lighting the Candles (2006)
- THE FINAL CHAPTER DVD (2009)